# Pararistolochia kepara
Pararistolochia kepara är en piprankeväxtart som beskrevs av Michael J. Parsons. Pararistolochia kepara ingår i släktet Pararistolochia och familjen piprankeväxter. Inga underarter finns listade i Catalogue of Life.